# Blood Fire Death
A Blood Fire Death a svéd Bathory negyedik nagylemeze mely 1988-ban jelent meg. A borítót Peter Nicolai Arbo festette. E lemezen Quorthon még mélyebbre hatolt a múltba. Szövegeiben a viking/északi mitológia teljesen felváltotta a sátánizmust. Zeneileg főleg a nyitó és a záró/címadó számok kerültek legmesszebb a zenekar gyökereitől, fölényességükkel, drámai, himnikus megoldásaikkal. A Blood Fire Death még nagyszabású korusókat is felmutatott. A Fine Day to Die című számot pedig az Emperor is feldolgozta.

## Számlista
1. "Odens Ride over Nordland" – 2:59
2. "A Fine Day to Die" – 8:35
3. "The Golden Walls of Heaven" – 5:22
4. "Pace 'till Death" – 3:39
5. "Holocaust" – 3:25
6. "For All Those Who Died" – 4:57
7. "Dies Irae" – 5:11
8. "Blood Fire Death" – 10:28
9. "Outro" – 0:58

## Közreműködők
- Quorthon – elektromos gitár, basszusgitár, dob, ének, szövegek
- Peter Nicolai Arbo – album borító
- Pelle Matteus – fotó